# 17 iunie
ianuarie • februarie • martie  • aprilie  • mai  • iunie  • iulie  • august  • septembrie  • octombrie  • noiembrie  • decembrie
17 iunie este a 168-a zi a calendarului gregorian și a 169-a zi în anii bisecți. Mai sunt 197 de zile până la sfârșitul anului.

## Evenimente
- 1473: Călugărul Nicodim de la mânăstirea Neamț a terminat „Tetraevangheliarul”, lucrare vestită pentru miniaturile sale și pentru că în el se află portretul lui Ștefan cel Mare, dăruit de către domnitor mănăstirii Humor; de aici denumirea actuală „Tetraevangheliarul de la Humor”.
- 1889: Înmormântarea lui Mihai Eminescu la cimitirul Bellu.
- 1903: Henry Ford fondeaza Ford Motor Company.
- 1910: Primul zbor al lui Aurel Vlaicu pe Dealul Cotrocenilor.
- 1923: S-a înființat Oficiul Național pentru Educație Fizică (ONEF).
- 1940: Al Doilea Război Mondial: Radiodifuziunea Franceză transmite discursul lui Philippe Pétain, președinte al Consiliului de Miniștri, în care se cerea poporului francez să predea armele în lupta cu armatele naziste: „Cu inima strânsă, va spun astăzi ca trebuie să încetam lupta". La 22 iunie 1940 a fost încheiat armistițiul între Franța și Germania.
- 1944: Islanda anunță separarea sa definitivă de Danemarca și se proclamă republică - ziua națională.
- 1950: Medicul american Richard Lawler efectuează primul transplant de rinichi la Spitalul „Mary" din Chicago.
- 1954: România a ratificat Convenția asupra drepturilor politice ale femeilor adoptată de ONU la 20 decembrie 1952.
- 1954: În Germania de Vest, ziua de 17 iunie este prima dată sărbătorită ca Ziua Unității Germane.
- 1960: A fost ridicat nivelul reprezentărilor diplomatice la rang de ambasadă între România și Indonezia.
- 1977: Inaugurarea lucrărilor de construcție a uzinei de autoturisme de mic litraj „Oltcit” de la Craiova (cooperare româno-franceză).
- 2002: Decernarea premiilor Uniunii Scriitorilor din România pe anul 2001.

## Nașteri
- 1239: Regele Eduard I al Angliei (d. 1307)
- 1682: Regele Carol al XII-lea al Suediei (d. 1718)
- 1811: Jón Sigurðsson, politician islandez (d. 7 decembrie 1879).
- 1818: Charles Gounod, compozitor și dirijor francez (d. 1893)
- 1825: Elena Cuza, soția domnitorului Alexandru Ioan Cuza (d. 1909)
- 1832: William Crookes, chimist și fizician englez (d. 1919)
- 1862: Paul Delmet, compozitor și cântăreț francez (d. 1904)
- 1872: Ulrich Hübner, pictor german (d. 1932)
- 1880: René Béhaine, scriitor francez (d. 1966)
- 1882: Igor Stravinsky, compozitor, pianist și dirijor rus (d. 1971)
- 1888: Ilie E. Torouțiu, critic, istoric literar, folclorist și traducător român (d. 1953)
- 1888: Heinz Guderian,  general german în cel de-al Doilea Război Mondial (d. 1954)
- 1898: Maurits Cornelis Escher, artist și grafician olandez (d. 1972)
- 1900: Martin Bormann, om politic național-socialist (d. 1945)
- 1901: Miklós Nyiszli , medic evreu, supraviețuitor al lagărelor de concentrare naziste (d. 1956)
- 1920: Setsuko Hara, actriță japoneză (d. 2015)
- 1920: Francois Jacob, biolog francez, laureat al Premiului Nobel
- 1926: Sergiu Rădăuțanu, fizician român din Republica Moldova (d. 1998)
- 1927: András Sütő, scriitor maghiar din Transilvania (d. 2006)
- 1932: Sabin Bălașa, pictor, regizor și scriitor român (d. 2008)
- 1939: Krzyssztof Zanussi, regizor de film, teatru și operă
- 1940: Virgil Ogășanu, actor român de teatru și film
- 1942: Mohamed El Baradei, politician egiptean
- 1945: Eddy Merckx, ciclist belgian
- 1947: Ninela Caranfil, actriță română
- 1947: Paul Young, solist vocal
- 1949: Pavel Coruț, scriitor român (d. 2021)
- 1951: Ioan Fernbach, violonist, concert-maestru, director al Filarmonicii „Banatul" din Timișoara (din 1997)
- 1952: Mihai Coadă, actor român
- 1969: Mircea Stănescu, politician român (d. 2009)
- 1975: Lucian Dan Teodorovici, scriitor român
- 1976: Scott Adkins, actor englez
- 1981: Sorin Paraschiv, fotbalist român
- 1985: Marcos Baghdatis, jucător cipriot de tenis
- 1990: Jordan Henderson, fotbalist englez
- 1992: Ante Sarić, fotbalist croat
- 1996: Alicia Stolle, handbalistă germană
- 1997: KJ Apa, actor din Noua Zeelandă

## Decese
- 1501: Ioan Albert al Poloniei (n. 1459))
- 1696: Ioan al III-lea Sobieski (n. 1629)
- 1925: Anghel Saligny, inginer român, membru al Academiei Române (n. 1854)
- 1940: Arthur Harden, chimist englez, laureat al Premiului Nobel pentru Chimie (n. 1865)
- 1958: Wells Wintemute Coates, arhitect canadian (n. 1895)
- 1996: Thomas Kuhn, filosof american (n. 1922)
- 2001: Donald J. Cram, chimist american, laureat al Premiului Nobel pentru Chimie (n. 1919)
- 2003: Emanuel Elenescu, dirijor, compozitor român (n. 1911)
- 2019: Mohamed Morsi, politician egiptean, președinte al Egiptului (n. 1951)
- 2022: Jean-Louis Trintignant, actor și regizor francez (n. 1930)
- 2022: Valentin Uritescu, actor român de teatru și film (n. 1941)

## Sărbători
- Ziua națională a Islandei
- Sf. Mucenici Manuel, Savel și Ismail; Sf. Mc. Isavru și cei împreună cu dânsul (calendarul creștin ortodox)
- Sf. Martiri Manuel, Sabel și Ismael (calendarul greco-catolic)